# Piece of Your Heart
"Piece of Your Heart" é uma canção do trio italiano Meduza em parceria com o trio britânico Goodboys, lançada como single pela Virgin Records em 1 de fevereiro de 2019. Ela alcançou a posição número dois no UK Singles Chart e entrou na liderança do US Dance Club Songs Chart.

## Fundo
Tanto o Meduza quanto o Goodboys pertencem à mesma empresa de gerenciamento e tinham um amigo em comum, e começaram a trabalhar no mesmo estúdio em Londres em 2018. Durante a gravação, Joshua Grimmett, do Goodboys, falou pela caixa de diálogo e disse "Desculpe, apenas rapidamente ..." antes de cantar o refrão "da-da-da-da". Ambos têm gerentes diferentes na empresa, um dizendo que o comentário deveria ser retirado, enquanto o outro disse que deveria ser mantido. Matt, do Meduza, declarou esperar que a música inspire outros produtores a fazerem discos de house para serem tocados nas rádios.

## Paradas semanais
| Parada (2019–2020)                            | Pico posição |
| --------------------------------------------- | ------------ |
| Alemanha (Offizielle Deutsche Charts)         | 4            |
| Austrália (ARIA)                              | 7            |
| Áustria (Ö3 Austria Top 75)                   | 9            |
| Bélgica (Ultratop 50 de Flandres)             | 2            |
| Bélgica (Ultratop 50 da Valônia)              | 4            |
| Brasil (Top 100 Brasil)                       | 84           |
| Bulgária (PROPHON)                            | 1            |
| Canadá (Canadian Hot 100)                     | 39           |
| República Checa (Rádio Top 100)               | 6            |
| China Airplay/FL (Billboard)                  | 22           |
| República Checa (Singles Digitál Top 100)     | 3            |
| Comunidade dos Estados Independentes (Tophit) | 2            |
| Dinamarca (Hitlisten)                         | 4            |
| Escócia (OCC)                                 | 2            |
| Eslováquia (Rádio Top 100)                    | 7            |
| Eslováquia (Singles Digitál Top 100)          | 3            |
| Eslovênia (SloTop50)                          | 6            |
| França (SNEP)                                 | 22           |
| Global Excl. US (Billboard)                   | 133          |
| Grécia (IFPI)                                 | 14           |
| Hungria (Dance Top 40)                        | 9            |
| Hungria (Rádiós Top 40)                       | 2            |
| Hungria (Single Top 40)                       | 8            |
| Hungria (Stream Top 40)                       | 10           |
| Islândia (Tonlist)                            | 8            |
| Irlanda (IRMA)                                | 3            |
| Itália (FIMI)                                 | 10           |
| Letônia (LAIPA)                               | 4            |
| Lituânia (AGATA)                              | 5            |
| Mexico Ingles Airplay (Billboard)             | 1            |
| Países Baixos (Dutch Top 40)                  | 4            |
| Países Baixos (Single Top 100)                | 6            |
| Nova Zelândia (Recorded Music NZ)             | 27           |
| Noruega (VG-lista)                            | 22           |
| Polônia (Polish Airplay Top 100)              | 9            |
| Portugal (AFP)                                | 7            |
| Romênia (Airplay 100)                         | 12           |
| Rússia Airplay (Tophit)                       | 1            |
| Sérvia (Radiomonitor)                         | 1            |
| Suécia (Sverigetopplistan)                    | 20           |
| Suíça (Schweizer Hitparade)                   | 6            |
| Ukraine Airplay (Tophit)                      | 17           |
| UK Singles (OCC)                              | 2            |
| US Dance Club Songs (Billboard)               | 1            |
| US Hot Dance/Electronic Songs (Billboard)     | 10           |

### Paradas mensais
| Parada (2019)              | Pico posição |
| -------------------------- | ------------ |
| Brasil (Pro-Música Brasil) | 22           |

### Paradas de fim de ano
| Parada (2019)                             | Posição |
| ----------------------------------------- | ------- |
| Alemanha (Official German Charts)         | 13      |
| Austrália (ARIA)                          | 16      |
| Áustria (Ö3 Austria Top 40)               | 21      |
| Bélgica (Ultratop Flandres)               | 7       |
| Bélgica (Ultratop Valônia)                | 16      |
| Canadá (Canadian Hot 100)                 | 97      |
| CIS (Tophit)                              | 6       |
| Dinamarca (Tracklisten)                   | 15      |
| Eslovênia (SloTop50)                      | 24      |
| França (SNEP)                             | 72      |
| Hungria (Dance Top 40)                    | 39      |
| Hungria (Single Top 40)                   | 61      |
| Irlanda (IRMA)                            | 11      |
| Itália (FIMI)                             | 25      |
| Letônia (LAIPA)                           | 15      |
| Países Baixos (Dutch Top 40)              | 12      |
| Países Baixos (Single Top 100)            | 16      |
| Polônia (ZPAV)                            | 51      |
| Portugal (AFP)                            | 30      |
| Rússia Airplay (Tophit)                   | 6       |
| Suécia (Sverigetopplistan)                | 70      |
| Suíça (Schweizer Hitparade)               | 20      |
| Ucrânia Airplay (Tophit)                  | 86      |
| UK Singles (Official Charts Company)      | 11      |
| US Dance Club Songs (Billboard)           | 16      |
| US Hot Dance/Electronic Songs (Billboard) | 20      |

| Parada (2020)               | Posição |
| --------------------------- | ------- |
| Austrália (ARIA)            | 95      |
| Hungria (Dance Top 40)      | 25      |
| Hungria (Rádiós Top 40)     | 15      |
| Romênia (Airplay 100)       | 56      |
| Suíça (Schweizer Hitparade) | 89      |

## Certificações
| Região                     | Certificação  | Unidades de certificação/vendas |
| -------------------------- | ------------- | ------------------------------- |
| Alemanha (BVMI)            | 3× Ouro       | 600,000‡                        |
| Austrália (ARIA)           | 5× Platina    | 350,000‡                        |
| Bélgica (BEA)              | 2× Platina    | 80,000‡                         |
| Brasil (Pro-Música Brasil) | 3× Diamante   | 480,000‡                        |
| Canadá (Music Canada)      | 2× Platina    | 160,000‡                        |
| Dinamarca (IFPI Danmark)   | 2× Platina    | 180,000‡                        |
| Estados Unidos (RIAA)      | Ouro          | 500,000‡                        |
| França (SNEP)              | Platina       | 200,000†                        |
| Itália (FIMI)              | 3× Platina    | 210,000‡                        |
| México (AMPROFON)          | Diamante+Ouro | 330,000‡                        |
| Nova Zelândia (RMNZ)       | Ouro          | 15,000‡                         |
| Polônia (ZPAV)             | 4× Platina    | 200,000‡                        |
| Portugal (AFP)             | 2× Platina    | 40,000‡                         |
| Reino Unido (BPI)          | 2× Platina    | 500,000‡                        |

| Streaming                                                    | Streaming | Streaming  |
| ------------------------------------------------------------ | --------- | ---------- |
| Suécia (GLF)                                                 | Platina   | 8,000,000† |
| ‡Figuras de vendas+streaming baseados apenas em certificação |           |            |
| †Figuras apenas de streaming baseado em certificação sozinha |           |            |